# هيلموت لانغ (مصمم أزياء)
هيلموت لانغ (بالألمانية: Helmut Lang)‏ (و. 1956  م) هو مصمم أزياء، وفنان نمساوي، ولد في فيينا.

## جوائز
حصل على جوائز منها:
- الوسام النمساوي للعلوم والفنون  [لغات أخرى]‏ (2009)
- جائزة مدينة فيينا للفنون الجميلة  [لغات أخرى]‏ (1997)[9]

## روابط خارجية
- هيلموت لانغ على موقع مونزينجر (الألمانية)
- هيلموت لانغ على موقع ميوزك برينز (الإنجليزية)
- هيلموت لانغ على موقع إن إن دي بي (الإنجليزية)